# 垂井光義
垂井光義（たるい みつよし、1915年7月29日—1944年8月18日），大日本帝国陸軍軍人、王牌飞行员。生前最終军衔是陸軍中尉。其一生共擊落38架戰鬥機，1944年8月18日，垂井光義在霍蘭迪亞戰役中戰死，臨死前還不忘高呼「天皇陛下万歳」。死後軍銜升為大尉。